# Kransburg
 (août 2020).
Cet article possède un paronyme, voir Kranzburg.
Kransburg est un village de la commune allemande de Wurster Nordseeküste, dans l'arrondissement de Cuxhaven, Land de Basse-Saxe.

## Géographie
Kransburg est situé au bord de la geest près du marais maritime sur la Landesstrasse 135.
La Bundesautobahn 27 passe deux kilomètres vers l'est le long de Kransburg.

## Histoire
Le nom dérive de Kranichsburg. Le Hollburg, qui appartenait aux nobles "von Diepholz", se tenait également près de Kransburg sur le Geest. 
En 1824, le village se composait de trois, plus tard quatre fermes. Kransburg a l'électricité en 1930.
En 1939, la Wehrmacht installe un aérodrome factice près de Kransburg à l'est du lac, destiné à détourner les attaquants de l'aérodrome de Nordholz-Spieka. Les Alliés lancent des bombes sur ce faux aérodrome à plusieurs reprises pendant la Seconde Guerre mondiale.
Jusqu'au 31 décembre 2014, Kransburg fait partie de la municipalité de Midlum dans la Samtgemeinde Land Wursten. Le 1er janvier 2015, la Samtgemeinde Land Wursten et la commune de Nordholz forment la nouvelle commune de Wurster Nordseeküste dans l'arrondissement de Cuxhaven.

## Source, notes et références
- (de) Cet article est partiellement ou en totalité issu de l’article de Wikipédia en allemand intitulé « Kransburg » (voir la liste des auteurs).